# Vinnarskallar
Vinnarskallar är en svensk TV-serie som hade premiär i mars 2019. I programmet tävlar 8 (4 män och 4 kvinnor) paraidrottare mot varandra i olika fysiska tävlingar, såsom cykling, armklättring och surfslalom. I serien får man också lära känna paraidrottarna och deras historia. Programledare för serien är Frida Nordstrand. Vinnarskallar spelades in på Gran Canaria.
Slutlig vinnare blev Aron Anderson som besegrade Lina Watz i finalen. På tredje plats kom Rebecka Sternisa Bellander.

## Deltagande paraidrottare[1]
- Andreas Neuman (ishockey)
- Aron Anderson (segling, friidrott, ishockey)
- Ebba Einarsson (rodd)
- Lina Watz (simning)
- Marit Sundin (utförsåkning)
- Niclas Rodhborn (tennis och basket)
- Per Kasperi (ishockey)
- Rebecka Sternisa Bellander (tennis)